# Arnaut Catalán
Arnaut Catalán (fl. 1219-1253) fue un trovador activo en el Languedoc, Cataluña y Castilla. Escribió cinco cansós, tres tensós y una canción religiosa. 
Los orígenes de Arnaut son controvertidos. Muchos estudiosos catalanes, entre ellos Manuel Milà y Fontanals, consideraron que era catalán por su sobrenombre. Otros, como Chabaneau, lo asignan a una prominente familia de Toulouse llamada "Catalán". Si esto último es correcto, es probable que sea el predicador dominico que, como inquisidor, persiguió a los cátaros de forma tan inclemente que fue asesinado en Albi en 1234. El trovador estuvo probablemente en Lombardía y en la corte que los Este tenían en Caleone entre 1221 y 1233.
Cuatro de las cansós de Arnaut fueron dedicadas a Beatriz de Saboya, esposa de Raimundo Berenguer IV de Provenza, y una de sus tensós fue compuesta junto con Raimundo. Un Arnaldus Catalanus, probablemente Arnaut, confirmó una donación de Raimundo a Aix-en-Provence el 29 de agosto de 1241. En 1252 un Don Arnaldo estuvo en Castilla en la corte de Alfonso X el Sabio, y compuso allí una tensó con el rey, su parte en occitano y la del monarca en gallego-portugués. Arnaut compuso otra tensó con un poeta llamado Vaquier Teriaz.